# Copa Libertadores da América de Futebol Feminino de 2014
A Copa Libertadores de Futebol Feminino de 2014 foi a sexta edição da competição organizada pela Confederação Sul-Americana de Futebol (CONMEBOL). Foi realizada em São José dos Campos no Brasil.

## Equipes classificadas
Estas foram as equipes participantes:
| Associação | Equipe              | Classificado por                                                    |
| ---------- | ------------------- | ------------------------------------------------------------------- |
| CONMEBOL   | São José-SP         | Campeã da Libertadores Feminina de 2013 e da Copa do Brasil de 2013 |
| CONMEBOL   | Centro Olímpico     | Campeã do Campeonato Brasileiro de 2013                             |
| Argentina  | Boca Juniors        | Campeã do Campeonato Argentino de 2013-14                           |
| Bolívia    | Mundo Futuro        | Campeã do Campeonato Boliviano de 2014                              |
| Brasil     | Vitória das Tabocas | Vice-campeã da Copa do Brasil de 2013                               |
| Chile      | Colo-Colo           | Campeã do Campeonato Chileno de 2013                                |
| Colômbia   | Formas Íntimas      | Vencedor da partida de classificação                                |
| Equador    | Rocafuerte          | Campeã do Campeonato Equatoriano de 2014                            |
| Paraguai   | Cerro Porteño       | Campeã do Campeonato Paraguaio de 2013                              |
| Peru       | Real Maracaná       | Campeã do Campeonato Peruano de 2014                                |
| Uruguai    | Colón               | Campeã do Campeonato Uruguaio de 2013                               |
| Venezuela  | Caracas             | Campeã do Campeonato Venezuelano de 2014                            |

## Sedes
| São José dos Campos     | São José dos Campos  | São José dos Campos |
| ----------------------- | -------------------- | ------------------- |
| Estádio Martins Pereira | Estádio ADC Parahyba | Estádio ADC GM      |
| Capacidade: 16 500      | Capacidade: 4 000    | Capacidade: 500     |

## Árbitras
A Comissão de Árbitros da CONMEBOL selecionou onze árbitras e onze assistentes para o torneio.
| Árbitros                | Assistentes        |
| ----------------------- | ------------------ |
| ARG Florencia Romano    | ARG Daiana Milone  |
| BOL Sirley Cornejo      | BOL Marina Quiroga |
| BRA Simone Xavier       | BRA Neuza Back     |
| CHI Paola Barria        | CHI Leslie Vázquez |
| COL María Victoria Daza | COL Lucia Hurtatiz |

| Árbitros            | Assistentes        |
| ------------------- | ------------------ |
| ECU Johana Haro     | ECU Dayana Paredes |
| PAR Olga Miranda    | PAR Laura Miranda  |
| PER Melany Bermejo  | PER Marlene Leyton |
| URU Nadia Fuques    | URU Adela Sánchez  |
| VEN Yercinia Correa | VEN Yoly Garcia    |

## Primeira fase
|  | Equipes classificadas para a fase final |
|  | Melhor segundo colocado                 |
|  | Equipes eliminadas                      |

Todas as partidas estão no horário local (UTC−2).

### Grupo A
| Equipe        | Pts | J | V | E | D | GP | GC | SG  |
| ------------- | --- | - | - | - | - | -- | -- | --- |
| São José-SP   | 9   | 3 | 3 | 0 | 0 | 16 | 1  | +15 |
| Boca Juniors  | 6   | 3 | 2 | 0 | 1 | 7  | 7  | 0   |
| Real Maracaná | 3   | 3 | 1 | 0 | 2 | 4  | 13 | –9  |
| Mundo Futuro  | 0   | 3 | 0 | 0 | 3 | 3  | 9  | –6  |

|               | SJO | MUN | RMA | BOC |
| ------------- | --- | --- | --- | --- |
| São José      | —   | 4–0 | 7–0 | 5–1 |
| Mundo Futuro  | 0–4 | —   | 2–3 | 1–2 |
| Real Maracaná | 0–7 | 3–2 | —   | 1–4 |
| Boca Juniors  | 1–5 | 2–1 | 4–1 | —   |

### Grupo B
| Equipe          | Pts | J | V | E | D | GP | GC | SG  |
| --------------- | --- | - | - | - | - | -- | -- | --- |
| Caracas         | 7   | 3 | 2 | 1 | 0 | 9  | 7  | +2  |
| Centro Olímpico | 5   | 3 | 1 | 2 | 0 | 7  | 3  | +4  |
| Colo-Colo       | 4   | 3 | 1 | 1 | 1 | 11 | 6  | +5  |
| Colón           | 0   | 3 | 0 | 0 | 3 | 5  | 16 | –11 |

|                 | CEO | CAR | CLN | COL |
| --------------- | --- | --- | --- | --- |
| Centro Olímpico | —   | 2–2 | 4–0 | 1–1 |
| Caracas         | 2–2 | —   | 4–3 | 3–2 |
| Colón           | 0–4 | 3–4 | —   | 2–8 |
| Colo-Colo       | 1–1 | 2–3 | 8–2 | —   |

### Grupo C
| Equipe              | Pts | J | V | E | D | GP | GC | SG  |
| ------------------- | --- | - | - | - | - | -- | -- | --- |
| Cerro Porteño       | 9   | 3 | 3 | 0 | 0 | 10 | 2  | +8  |
| Formas Íntimas      | 6   | 3 | 2 | 0 | 1 | 7  | 2  | +5  |
| Vitória das Tabocas | 3   | 3 | 1 | 0 | 2 | 5  | 6  | –1  |
| Rocafuerte          | 0   | 3 | 0 | 0 | 3 | 0  | 12 | –12 |

|                     | VIT | FOI | CPO | ROC |
| ------------------- | --- | --- | --- | --- |
| Vitória das Tabocas | —   | 0–3 | 1–3 | 4–0 |
| Formas Íntimas      | 3–0 | —   | 1–2 | 3–0 |
| Cerro Porteño       | 3–1 | 2–1 | —   | 5–0 |
| Rocafuerte          | 0–4 | 0–3 | 0–5 | —   |

### Melhor segundo colocado
A equipe com melhor índice técnico entre as equipes segundo colocadas de todos os grupos avançou para as semifinais.
| Equipe          | Pts | J | V | E | D | GP | GC | SG | Grupo |
| --------------- | --- | - | - | - | - | -- | -- | -- | ----- |
| Formas Íntimas  | 6   | 3 | 2 | 0 | 1 | 7  | 2  | +5 | C     |
| Boca Juniors    | 6   | 3 | 2 | 0 | 1 | 7  | 7  | 0  | A     |
| Centro Olímpico | 5   | 3 | 1 | 2 | 0 | 7  | 3  | +4 | B     |

## Fase final
A fase final teve a seguinte composição:
|  | Semifinais             | Semifinais             |   |                       | Final                  | Final |  |
|  |                        |                        |   |                       |                        |       |  |
|  | 13 de novembro - 19:30 |                        |   |                       |                        |       |  |
|  | São José-SP            | 2                      |   |                       |                        |       |  |
|  | Cerro Porteño          | 1                      |   |                       |                        |       |  |
|  |                        |                        |   |                       |                        |       |  |
|  |                        |                        |   |                       | 16 de novembro - 11:00 |       |  |
|  |                        |                        |   |                       | São José-SP            | 5     |  |
|  |                        | Caracas                | 1 |                       |                        |       |  |
|  |                        |                        |   |                       |                        |       |  |
|  |                        |                        |   |                       |                        |       |  |
|  |                        |                        |   |                       | Terceiro lugar         |       |  |
|  | 13 de novembro - 17:00 | 13 de novembro - 17:00 |   | 16 de novembro - 9:00 | 16 de novembro - 9:00  |       |  |
|  | Caracas (pen)          | 2 (6)                  |   | Cerro Porteño (pen)   | 0 (5)                  |       |  |
|  | Formas Íntimas         | 2 (5)                  |   |                       | Formas Íntimas         | 0 (3) |  |

### Semifinais
| 13 de novembro | Caracas          | 2 – 2     | Formas Íntimas          | Estádio Martins Pereira, São José dos Campos |
| 17:00          | Castro 16' 90+3' | Relatório | Ospina 49' · Bedoya 54' | Árbitro: URU Nadia Fuques                    |

|  |       | Penalidades |
|  | 6 – 5 |             |

| 13 de novembro | São José-SP              | 2 – 1     | Cerro Porteño | Estádio Martins Pereira, São José dos Campos |
| 19:30          | Formiga 68' · Rosana 78' | Relatório | Vargas 62'    | Árbitro: BOL Sirley Cornejo                  |

### Terceiro lugar
| 16 de novembro | Cerro Porteño | 0 – 0     | Formas Íntimas | Estádio Martins Pereira, São José dos Campos |
| 9:00           |               | Relatório |                | Árbitro: ECU Johana Haro                     |

|  |       | Penalidades |
|  | 5 – 3 |             |

### Final
| 16 de novembro | São José-SP                                                      | 5 – 1     | Caracas  | Estádio Martins Pereira, São José dos Campos |
| 11:00          | Rosana 5' · Poliana 17', 70' · Andressa Alves 61' · Giovânia 76' | Relatório | Viso 60' | Público: 8 000 Árbitro: PER Melany Bermejo   |

## Premiação
| Copa Libertadores da América Feminina de 2014 |
| Brasil                                        |
| --------------------------------------------- |
| SÃO JOSÉ Campeão (3º título)                  |

## Artilharia
| 6 gols (3) - BRA Andressa Alves (São José) - COL Ospina (Formas Íntimas) - VEN Viso (Caracas) 4 gols (5) - ARG Banini (Colo Colo) - BRA Poliana Barbosa (São José) - BRA Giovânia (São José) - PAR Aquino (Cerro Porteño) - URU Badell (Colón) 3 gols (2) - ARG Oviedo (Boca Juniors) - VEN Castro (Caracas) 2 gols (10) - BRA Zanotti (Centro Olímpico) - BRA Tamires (Centro Olímpico) - BRA Formiga (São José) - BRA Chú (São José) - BRA Rosana (São José) | 2 gols (continuação) - BRA Giovanna (Vitória das Tabocas) - CHI Roa (Colo Colo) - PAR Mora (Cerro Porteño) - PAR Fleitas (Cerro Porteño) - PER Ramírez (Real Maracaná) 1 gol (33) - ARG Kippes (Boca Juniors) - ARG Ojeda (Boca Juniors) - ARG Stabile (Boca Juniors) - ARG Cometti (Boca Juniors) - BOL Galarza (Mundo Futuro) - BOL Ángeles (Mundo Futuro) - BOL Nani (Mundo Futuro) - BRA Érika (Centro Olímpico) - BRA Fabiana (Centro Olímpico) - BRA Gabi Nunes (Centro Olímpico) - BRA Bruna Benites (São José) - BRA Débinha (São José) - BRA Gislaine (São José) | 1 gol (continuação) - BRA Byanca (Vitória das Tabocas) - BRA Duda (Vitória das Tabocas) - BRA Cida (Vitória das Tabocas) - CHI Quezada (Colo Colo) - CHI Soto (Colo Colo) - CHI Lara (Colo Colo) - CHI Aedo (Colo Colo) - CHI Ascanio (Colo Colo) - COL Cuesta (Formas Íntimas) - COL Restrepo (Formas Íntimas) - COL Bedoya (Formas Íntimas) - PAR Fernández (Cerro Porteño) - PAR Ortiz (Cerro Porteño) - PAR Vargas (Cerro Porteño) - PER Lucar (Real Maracaná) - PER Quichi (Real Maracaná) - URU González (Colón) - VEN Bandrés (Caracas) - VEN Villamizar (Caracas) - VEN Altuve (Caracas) |